# Dichrogaster mandibularis
Dichrogaster mandibularis är en stekelart som beskrevs av Horstmann 1973. Dichrogaster mandibularis ingår i släktet Dichrogaster och familjen brokparasitsteklar. Arten är reproducerande i Sverige. Inga underarter finns listade i Catalogue of Life.